# Наско Милев
Наско Милев (роден на 18 юли 1996 г.) е български футболист, нападател. Играе за косовския елитен Гиляни (Гниляне).

## Кариера

### Юношеска кариера
Той първоначално игра като юноша на Спартак (Пловдив), Премиа и Ботев (Пловдив). 

### Ботев Пловдив

#### 2013 – 14
Милев игра в 25 мача за Ботев (Пловдив) U19 и вкара 13 гола. На 12 октомври 2013 г. той направи дебют в първия отбор по време на победата с 3:0 над Нефтохимик (Бургас) за купата на България.

### Витоша Бистрица
На 4 юли 2018 г., той подписа с отбора на Витоша Бистрица. 

### Джюгас (Телшай)
2021 г. той подписа с отбора на Джюгас.

### ФК Паневежис
2022 г. той подписа с отбора на ФК Паневежис.

## Национален отбор
На 6 юни Милев играе за България U21 по време на поражението с 0 – 2 в приятелска среща с Норвегия U21. 

## Успехи
Славия (София)
- Купа на България: 2017/18